# LDDC
LDDC (englisch ausgesprochen), ausgeschrieben Los Diablos Del Cielo (spanisch für die Teufel des Himmels) ist eine Schweizer Latino-Rap- und Hip-Hop-Band aus Zürich. Sie wurde 2004 von den Mitgliedern Third Eye, Loco Escrito, Tunicolo und G-RaZ gegründet.

## Geschichte
Die Gruppe Los Diablos Del Cielo (LDDC) wurde 2004 von Third Eye (englischer Gesang) und Loco Escrito (spanischer Gesang) gegründet. Ihr erstes Album war „El Principio“, mit Rap auf Spanisch und Englisch, unterlegt mit Beats von Third Eye. 
2006 folgte das Release ihrer EP „Camino al éxito“, welches sich in kurzer Zeit 600 Mal verkaufte und der Crew diverse Auftritte in der ganzen Schweiz brachte. Im Herbst 2008 erschien das Album Tentacion celestial.
Zwei Wochen nach dem Drehen des Videos „Arte mezclado“ im April 2009 verunglückte das damalige vierte Mitglied Tunicolo am 1. Mai 2009 tödlich bei einem Autounfall. Am 16. Juni 2009 erschien der Videoclip, welcher Tunicolo gewidmet wurde.
Seit dem 7. Mai 2010 ist ihr Album RimaSSafaR (Reimreise) auf iTunes und im Handel erhältlich. Vorab kam eine Single-Auskopplung inklusiv Videoclip des Tracks Tunicolo heraus, welcher ihrem verstorbenen Mitglied gewidmet ist.

## Diskografie
Singles/Musikvideos
- 2009: Arte mezclado
- 2010: Tunicolo
- 2011: RimaSSafaR
- 2011: Shake it off
- 2011: Felicidad
- 2012: Buen Parche

EPs
- 2006: Camino al éxito
- 2011: Five (FarMore Records)

Alben
- 2008: Tentacion celestial (FarMore Records/Nation Biztribution)
- 2010: RimaSSafaR (feat. Afu-Ra & CanavaR) (FarMore Records/Nation Biztribution)